# Lemairegisa lanassa
Lemairegisa lanassa är en fjärilsart som beskrevs av Druce 1890. Lemairegisa lanassa ingår i släktet Lemairegisa och familjen tandspinnare. Inga underarter finns listade i Catalogue of Life.